# Luís Pereira Vaz
Luís Pereira Vaz (Maputo, 28 de maio de 1989) é um futebolista profissional moçambicano que atua como médio.

## Carreira
Zé Luiz integrou a Seleção Moçambicana de Futebol no Campeonato Africano das Nações de 2010.